# Ver (rivier)

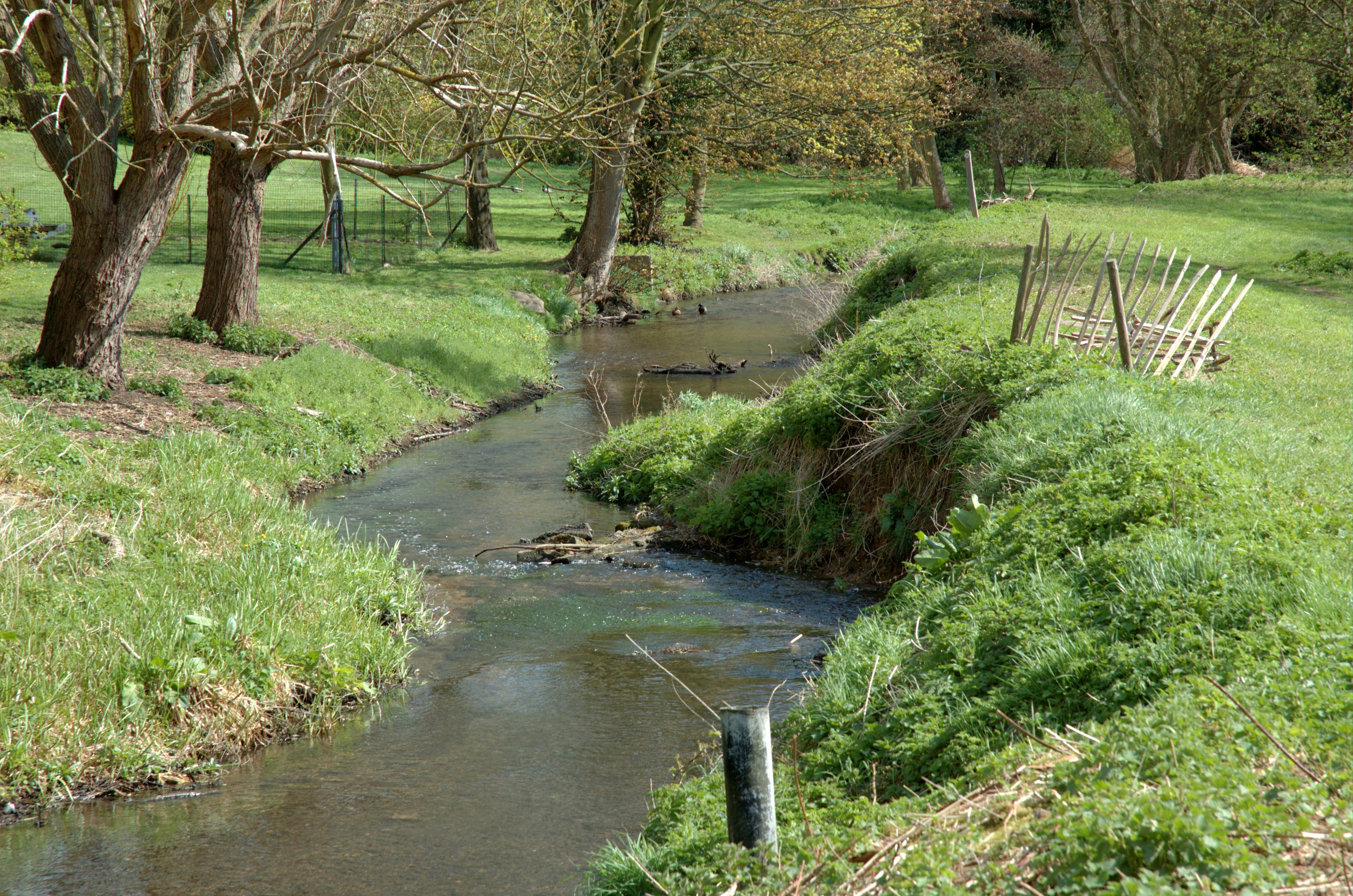
De Ver bij St Albans

De Ver is een riviertje in het stroomgebied van de Theems. De rivier is ongeveer 20 kilometer lang en stroomt in zuidelijke richting door Hertfordshire in Zuidoost-Engeland. De Ver stroomt vanuit de Chiltern Hills, een krijtachtig heuvelgebied, van Markyate naar Bricket Wood, waar de Ver de Colne (een zijrivier van de Theems) instroomt.
Plaatsen langs de rivier zijn Flamstead, Redbourn, St Albans en Park Street.
De Ver stroomt langs de oude Romeinse weg Watling Street. De Romeinen bouwden de stad Verulamium (nu St Albans) aan de rivier. In de jaren 1930, tijdens archeologische opgravingen bij Verulamium, werd een kunstmatig meer bij St Albans gegraven. Het meer wordt gevoed door de Ver, dat gedeeltelijk gekanaliseerd werd bij de aanleg van het meer. Het noordelijk deel van de rivier valt sinds 2005 geheel droog in de zomer.
Ten zuiden van Redbourn staan een aantal watermolens langs de rivier, waarvan enkele molens nog in gebruik zijn. De voorde bij Kingsbury Mill in St Albans is volgens de overlevering de plek waar Sint-Albanus in de 3e eeuw n.Chr. de rivier overstak op weg naar zijn onthoofding. De brug over de rivier bij Kingsbury Mill is waarschijnlijk de oudste nog bestaande brug van Hertfordshire. Bij Dolittle Mill, in 1927 gesloten en afgebroken,  zou een wonder hebben plaatsgevonden. Volgens een 15e-eeuwse monnik van het klooster van Sint-Albanus in St Albans viel bij deze molen een kind in het water en werd dood uit het water gehaald. De moeder van het kind bad aan Sint-Albanus om het kind weer tot leven te wekken, wat vervolgens inderdaad gebeurde.
De pub Ye Olde Fighting Cocks in St Albans beweert de oudste pub van Engeland te zijn en is als zodanig vernoemd in het Guinness Book of Records. De pub werd in 1539 verplaatst naar een plek langs de Ver.